# North Vernon
North Vernon é uma cidade localizada no estado americano de Indiana, no Condado de Jennings.

## Demografia
Segundo o censo americano de 2000, a sua população era de 6515 habitantes.
Em 2006, foi estimada uma população de 6424, um decréscimo de 91 (-1.4%).

## Geografia
De acordo com o United States Census Bureau tem uma área de
11,4 km², dos quais 11,4 km² cobertos por terra e 0,0 km² cobertos por água. North Vernon localiza-se a aproximadamente 207 m acima do nível do mar.

## Localidades na vizinhança
O diagrama seguinte representa as localidades num raio de 24 km ao redor de North Vernon.